# Strauchschmätzer
Der Strauchschmätzer (Copsychus fulicatus, Synonym: Saxicoloides fulicatus) ist ein auf dem indischen Subkontinent vorkommender Vogel aus der Familie der Fliegenschnäpper (Muscicapidae).

## Merkmale
Der Strauchschmätzer ist ein schlanker Vogel, der gelegentlich plump wirkt, und hat eine Länge von 16 bis 19 cm. Er hat lange Beine, einen langen Schwanz und einen leicht gekrümmten Schnabel. Die Art weist einen ausgeprägten Sexualdimorphismus auf.

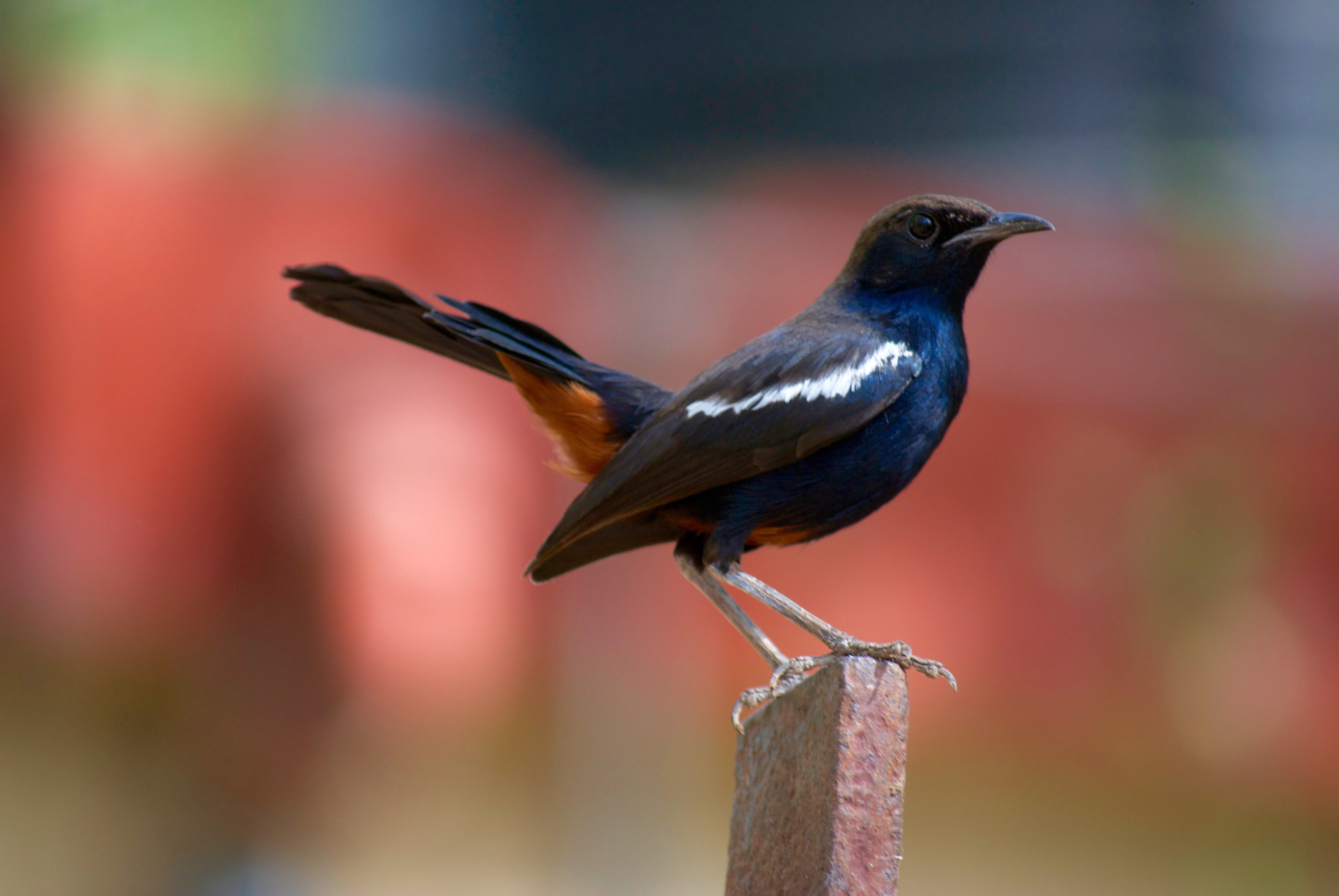
Männchen

Die Weibchen sind fast vollständig gräulich-braun gefärbt, wobei der Kopf stärker in die bräunliche Färbung geht. Die Schwanzfedern zeigen ein dunkleres Braun, das bis ins Schwarze übergehen kann. Unter dem Schwanz zeigen die Federn einen matten kastanienbraunen Ton. Die Schwungfedern sind dunkelgrau mit einem graubraunen Saum. Weibchen der südlichen Unterart Copsychus fulicatus leucopterus sind etwas dunkler gefärbt als die anderer Populationen.
Der männliche Strauchschmätzer ist auf der Stirn, im Rückenbereich und auf der Flügeloberseite braun gefärbt. Bei angelegten Flügeln zeigt sich darauf ein weißer Strich oder weiße Flecken. Der Rest der Flügel und des Schwanzes geht ins Schwarze über. Der Kopf und der Bauchbereich sind bläulich-schwarz und glänzend gefärbt. Unter dem Schwanz zeigen die Federn eine helle kastanienbraune Färbung.
Jungvögel ähneln den Weibchen.

### Gesang
Der Strauchschmätzer hat in unterschiedlichen Situationen verschiedene Gesangsmuster. So besteht sein Gesang, wenn er entspannt ist, aus zwei Noten, die weit getragen werden und sich anhören wie cheery-we oder pi-peear. Wenn er Alarm schlägt, kommt ein harsches, schimpfendes cheee.
Beim Gesang sitzt das Männchen meist auf erhöhten Plätzen, wie den Spitzen von Büschen, Dächern oder Zäunen. Es singt meist in der Morgendämmerung und in der Abenddämmerung.

## Lebensweise
Der Strauchschmätzer ist meist einzelgängerisch oder in Paaren unterwegs. Er bewegt sich springend oder laufend am Boden. In der Nähe des Menschen kann der Strauchschmätzer auch zahm werden.
Er hat ein Revier, das er aggressiv verteidigt, vor allem wenn er Jungvögel im Nest großzieht.

### Lebensraum
Der Strauchschmätzer ist in offenem Buschland und an Waldrändern in trockenen und steinigen Gebieten weit verbreitet. In diesen Gebieten finden sich meist Gras, viele Felsen und verstreute Büsche, wie Wolfsmilchgewächse, Kakteen, Tamarisken oder Kameldorn. Außerdem findet man den Vogel am Rand von Kulturlandschaften, an Sanddünen, in Schluchten, Steinbrüchen, in Palmenhainen und Gärten.
Die Art findet man in Höhen von bis zu 1500 m, vereinzelt bis 1800 m über der Meereshöhe.

### Fortpflanzung
Die Art brütet in der Regel zwei- bis dreimal im Jahr.
Bei der Balz, die am Boden stattfindet, präsentiert das Männchen dem Weibchen seine weißen Streifen auf den Flügeln, während es den Kopf und Schnabel zum Himmel richtet und den Schwanz hebt, um den kastanienbraunen Flaum darunter zu zeigen. Teilweise zeigt es einen Balzflug über seinem Brutrevier.

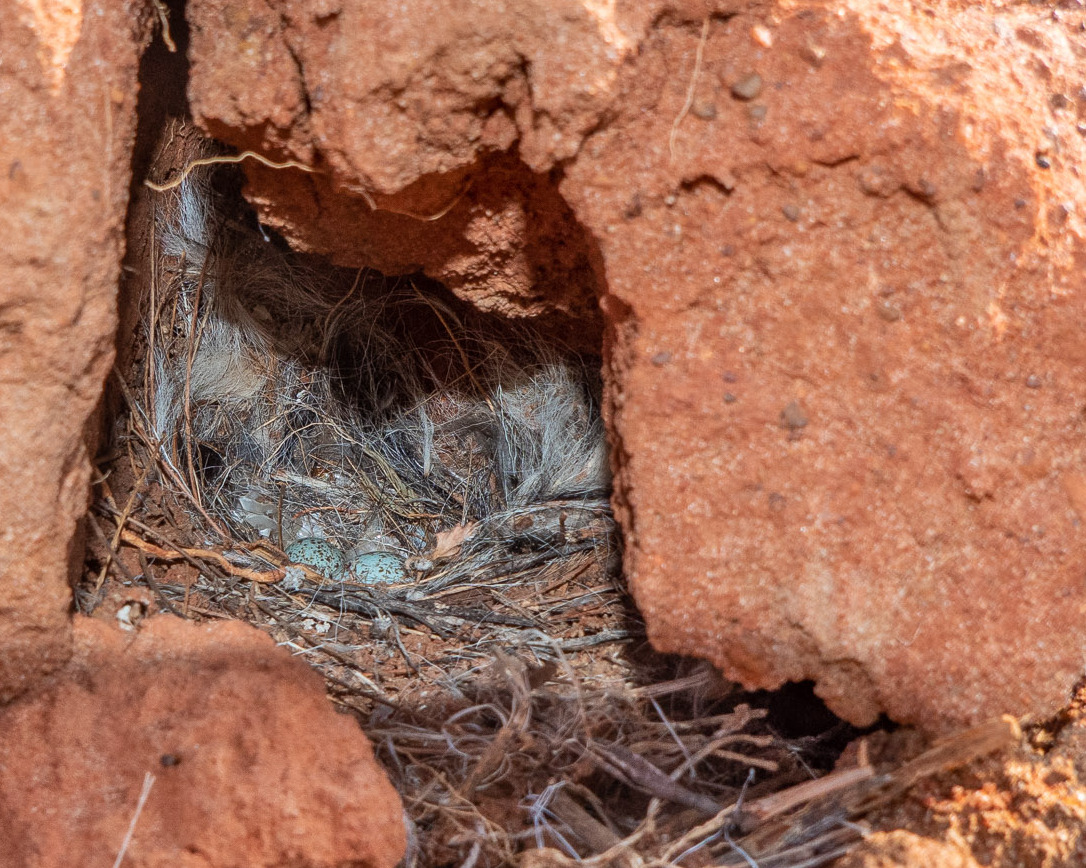
Nest mit zwei Eiern

Das Nest wird größtenteils, aber nicht ausschließlich, vom Weibchen gebaut. Hierbei baut es eine flache Konstruktion aus Gräsern, kleinen Wurzeln, Pflanzenfasern und Tierhaaren. Das Nest wird in der Regel in Höhlen in Wänden, in Bäumen, unter Felsblöcken oder in Felsspalten gebaut. Auf Sri Lanka dienen auch oft Löcher in Termitenhügeln als Nistplatz. Die Nester werden meist in einer Brutsaison wieder benutzt. Außerdem benutzen die Weibchen denselben Platz oft über Jahre hinweg für den Nestbau.
Die Gelegegröße beträgt je nach Region zwei bis drei Eier bei südlichen Populationen oder drei bis vier Eier in nördlichen Populationen. Die Eier haben eine blasse grüne, gräuliche oder gelblich-weiße Färbung mit rötlich-braunen feinen Punkten oder Flecken. Die Brut dauert 11 bis 12 Tage und wird fast ausschließlich vom Weibchen verrichtet. Die Küken werden von beiden Eltern gefüttert.

### Ernährung
Die Nahrung sucht der Strauchschmätzer meist am Boden, wobei er bei der Suche nach Beute Laub und kleine Steine umdreht. Teilweise lauert er von niedrigen oder halbhohen Ansitzen auf mögliche Beute. Teilweise erbeutet er seine Nahrung auch im Flug.
Er ernährt sich meist von Insekten, ihren Larven und Eiern. Seine Beutetiere sind oftmals Ameisen, Termiten, Fliegen, Käfer, Heuschrecken und Spinnen. Vereinzelt erbeutet er auch kleine Wirbeltiere wie kleine Geckos oder Frösche.

## Verbreitung und Gefährdung

Verbreitungskarte der unterschiedlichen Unterarten des Strauchschmätzers

Der Strauchschmätzer ist in großen Bereichen des Indischen Subkontinents verbreitet. Vor allem in Indien und Sri Lanka ist die Art weit verbreitet. Außerdem findet man ihn in Pakistan, Bhutan, Nepal und Bangladesh. In Afghanistan und auf den Malediven wurde die Art auch nachgewiesen, wobei man davon ausgeht, dass es sich um aus Gefangenschaft entflohene Individuen handelt. Es werden fünf getrennte Unterarten unterschieden.
Er wird wegen seiner großen Verbreitung und wegen der wahrscheinlich stabilen Populationsgröße von der IUCN als Least Concern („nicht gefährdet“) eingestuft.

## Unterarten
Es sind fünf Unterarten des Strauchschmätzers bekannt:
- Copsychus fulicatus cambaiensensis (Latham, 1790)
- Copsychus fulicatus erythrurus (Lesson, 1832)
- Copsychus fulicatus intermedius Whistler & Kinnear, 1932
- Copsychus fulicatus fulicatus (Linnaeus, 1766)
- Copsychus fulicatus leucopterus (Lesson, 1840)